# Бозгон
Бозго́н — деревня в Каменно-Задельском сельском поселении Балезинского района Удмуртии. Центр поселения — село Каменное Заделье.
Деревня стоит на правом берегу реки Люк.
До центра поселения — 3 километра на запад.
Население — 7 человек (2007; 30 в 1961).
В деревне 1 улица — Центральная.
- Почтовый индекс: 427533.
- Код ИФНС: 1837.